# Найдёнова, Пелагея Акимовна
Пелагея Акимовна Найдёнова (14 мая 1905, ныне территория Черниговской области, Украина — ?) — советская сельскохозяйственная деятельница, звеньевая колхоза. Герой Социалистического Труда (1948).

## Биография
Пелагея Найдёнова родилась 14 мая 1905 года на территории нынешней Черниговской области (Украина) в крестьянской семье. По национальности — русская. В 1920 году вместе с семьей переехала на Кубань, где поселилась на хуторе Саньков (ныне Отрадненский район, Краснодарский край). Изначально работала в сельском хозяйстве, а с 1930 года, после образования колхоза имени Шевченко работала в нём, затем стала главой звена кукурузников в колхозе. 
В 1947 году звено которым руководила Пелагея Найдёнова собрало урожай кукурузы по 70,87 центнеров с гектара на обще площади 3 гектара, этот показатель был рекордно высоким для кубанской местности. 6 мая 1948 года Пелагея Акимовна Найдёнова была удостоена звания Героя Социалистического Труда.
Помимо основной работы также участвовала в общественной деятельности. Была депутатом Отрадненского районного совета трудящихся и Малотенгинского сельского совета депутатов трудящихся. 
Дата и место смерти Пелагеи Акимовны неизвестны.

## Награды
- Звание Герой Социалистического Труда (Указ Президиума Верховного Совета СССР от 6 мая 1948) — «за получение высоких урожаев пшеницы и кукурузы в 1947 году»;

- Золотая медаль «Серп и Молот» (6 мая 1948 — № 2290);
- Орден Ленина (6 мая 1948 — № 73946);

- также была награждена медалями.